# ديفيد إف. شريدر
ديفيد إف. شريدر هو سياسي أمريكي، ولد في 23 أكتوبر 1952 في مقاطعة جاسبر في الولايات المتحدة. نشط حزبياً في Iowa Democratic Party ‏. وقد انتخب عضو مجلس نواب ولاية آيوا ‏.